# Mortal Throne of Nazarene
Mortal Throne of Nazarene er det andet album af det amerikanske dødsmetal-band Incantation, som blev udgivet i 1994 gennem Relapse Records i USA og Nuclear Blast Records i Europa.
Hele albummet var blevet indspillet i august 1993, men Relapse Records ønskede, at bandet skulle indspille det endnu engang på grund af utilfredshed med resultatet. Dette førte til større uvenskab mellem John McEntee og pladeselskabet.

## Spor
1. "Demonic Incarnate" – 5:51
2. "Emaciated Holy Figure" – 3:46
3. "Iconoclasm of Catholicism" – 3:15
4. "Essence Ablaze" – 3:24
5. "Nocturnal Dominium" – 5:40
6. "The Ibex Moon" – 4:36
7. "Blissful Bloodshower" – 0:51
8. "Abolishment of Immaculate Serenity" – 8:09